# Tracy Moseley
Tracy Moseley (Worcester, 12 aprile 1979) è una mountain biker britannica, specializzata nel downhill. Ha vinto il titolo mondiale di specialità nel 2010.

## Palmarès
- 1999

Campionati europei, Dual Slalom
- 2000

Campionati europei, Downhill
- 2002

1ª prova Coppa del mondo, Downhill (Fort William)
- 2004

2ª prova Coppa del mondo, Downhill (Les Deux Alpes)
- 2005

4ª prova Coppa del mondo, Downhill (Mont-Sainte-Anne)
5ª prova Coppa del mondo, Downhill (Balneario Camboriu)
8ª prova Coppa del mondo, Downhill (Fort William)
- 2006

1ª prova Coppa del mondo, Downhill (Vigo)
2ª prova Coppa del mondo, Downhill (Fort William)
3ª prova Coppa del mondo, Downhill (Willingen)
Classifica finale Coppa del mondo, Downhill
- 2008

3ª prova Coppa del mondo, Downhill (Fort William)
6ª prova Coppa del mondo, Downhill (Canberra)
- 2009

1ª prova Coppa del mondo, Downhill (Pietermaritzburg)
8ª prova Coppa del mondo, Downhill (Schladming)
- 2010

Campionati del mondo, Downhill
- 2011

1ª prova Coppa del mondo, Downhill (Pietermaritzburg)
2ª prova Coppa del mondo, Downhill (Fort William)
4ª prova Coppa del mondo, Downhill (Mont-Sainte-Anne)
Classifica finale Coppa del mondo, Downhill

## Piazzamenti

### Competizioni mondiali
- Coppa del mondo

2001 - Downhill: 7º
2002 - Downhill: 3º
2003 - Downhill: 3º
2003 - Four-cross: 5º
2004 - Downhill: 4º
2005 - Downhill: 2º
2006 - Downhill: vincitrice
2007 - Downhill: 2º
2008 - Downhill: 3º
2009 - Downhill: 2º
2010 - Downhill: 3º
- Campionati del mondo

Château-d'Œx 1997 - Downhill Juniores: 2º
Åre 1999 - Downhill: 5º
Vail 2001 - Downhill: 9º
Kaprun 2002 - Downhill: 4º
Lugano 2003 - Downhill: 4º
Livigno 2005 - Downhill: 6º
Rotorua 2006 - Downhill: 2º
Fort William 2007 - Downhill: 4º
Val di Sole 2008 - Downhill: 6º
Canberra 2009 - Downhill: 2º
Mont-Sainte-Anne 2010 - Downhill: vincitrice